# あねどきっ
『あねどきっ』は、河下水希による日本の漫画。『週刊少年ジャンプ』（集英社）において、2009年32号から2010年7号まで連載された。

## あらすじ
中学1年生の少年・落合洸太は、どこにでもいるような平凡な中学生。ある日、父親が長期出張に出ることとなり、一人暮らしを余儀なくされる羽目になる。そんな時、萩原なつきと名乗る見知らぬ美少女が現れ、いきなり押し掛けて強引に住み込むことになる。洸太はなつきを迷惑に思いながらも、無防備ななつきの色香にドギマギする日々を送る。

## 登場人物
落合 洸太（おちあい こうた）
本作の主人公。13歳の中学1年生。
小柄な少年。父子家庭育ち。ある日、父が急遽札幌へ長期出張を余儀なくされたところに、家出少女のなつきが現れ、なりゆきから彼女を自宅に住まわせることとなる。それ以降、天真爛漫で自由奔放、無意識に扇情的ななつきに振り回されっぱなしの状態。
背が低く、憧れのクラスのマドンナ・奏には見向きもされず、何事も上手くやれない自分にコンプレックスを抱えているが、態度や行動で「自分にも頑張ればできる可能性があるんだ」という事をさりげなく教えてくれるなつきに、次第に打ち解けていく。
萩原 なつき（はぎわら なつき）
本作のヒロイン。黒のロングヘアーの長身で、巨乳の美少女。17歳の高校2年生らしい。しかし、どこから来たのか、元はどんな家に住んでいたかなど、自分の素性については一切明かそうとしない。ブラのサイズはFカップ。
洸太が食べていたアイスクリームを分けてもらったことをきっかけに、その日のうちに彼の家に一方的に押し掛け、身辺の世話をすると言い出し、住み込むこととなる。洸太を「こーちゃん」と呼び、可愛がっている。
料理の腕前はかなりのもの。腕っ節も強く、「ケンカ殺法」なるものを使い、洸太と奏に絡んできた複数名の不良を一蹴する。実は泳げないという弱点がある。
洸太の家から高校に通学しているが、高校生とは思えない大金を所持したり、メイド服で街中を闊歩するなど、ただの家出少女とは思えない、ミステリアスでエキセントリックな存在。自分の正体を探ろうとする洸太の追求を、とぼけた態度ではぐらかしてばかりいる。
洸太を振り回して面白がっている節があるが、劣等感で凹んでばかりの洸太を励まし、自信を持たせようとする態度からは、愛情と優しさを垣間見る事ができる。
萩原 ちあき（はぎわら ちあき）
なつきの妹。髪はショートカットの中学3年生。姉のなつきを自宅に連れ戻そうとするが、帰らない為、洸太の家に住む事になる。また、なつきと正反対で、家事全般が苦手である。通っている学校が女子校で、男子に免疫が無いせいか、何かにつけて洸太に当たっている。
成績は良いが、料理は大の苦手で卵焼きすら作れない。また、何度もパンツが丸見えになってしまうシーンがあるなど所謂「ドジッ娘」として描かれている。
はるきに言われた通り、姉二人と比較してバストは発育しておらず、平均的なレベルである。
劇中では主には無地の純白パンツを穿いていた。後の回では水玉パンツや花柄パンツも穿いている。
萩原 はるき（はぎわら はるき）
なつきの姉で、萩原家の長女。20代後半。なつきを政略結婚させようとしたが、バレたため、なつきが家出をする事になる。なつきのケンカ殺法の師匠らしい。
桜井 奏（さくらい かなで）
洸太のクラスメート。ツインテールの美少女で、クラスのマドンナ的存在。
自己顕示欲が強く、クラスの男子生徒達がなつきに対してデレデレになっている状況を目の当たりにして以来、彼女に対して嫉妬心を抱いている。
不良に絡まれたところを助けてくれたことから、取り巻きの1人くらいにしか思っていなかった洸太を異性として意識し始めているものの、自分の気持ちの変化に気付いていない様子。少々ツンデレ的な側面がある。

## 書籍情報
1. 「謎のお姉さん 襲来!!」2009年12月4日（ISBN 978-4-08-874782-8）
2. 「眠れないトゥナイト」2010年2月4日（ISBN 978-4-08-870002-1）
3. 「好きなんだ」2010年4月2日（ISBN 978-4-08-870028-1）